# Camilo Torres Restrepo
Camilo Torres Restrepo (ur. 3 lutego 1929 w Bogocie, zm. 15 lutego 1966 w Patio Cement, Stantander) – kolumbijski ksiądz i rewolucjonista.

## Życiorys
Pełnił funkcję kapelana na Narodowym Uniwersytecie Kolumbii. Od 1962 roku zaangażował się w walkę rewolucyjną. Był jednym z prekursorów teologii wyzwolenia, a swoje koncepcje wyłożył w zbiorze prac i artykułów Stuła i karabin. W 1965 roku na własną prośbę został przywrócony do stanu świeckiego. W tym samym roku związał się z ruchem partyzanckim Armia Wyzwolenia Narodowego. Zginął w niewyjaśnionych okolicznościach. Do dziś uznawany jest za jedną z ikon latynoamerykańskiej lewicy.